# Herminia vicaria
Herminia vicaria là một loài bướm đêm trong họ Noctuidae.